# Балзукевич, Винценты
Винце́нты Балзуке́вич (пол. Wincenty Bałzukiewicz, лит. Vincentas Balzukevičius, 1835 Верки, предместье Вильны, ныне Вяркяй — март 1907, Вильна) — виленский скульптор и резчик.
Отец скульптора Болеслава Балзукевича, художника Юзефа Балзукевича и художницы Люции Балзукевич. Был самоучкой. Работал в Литве и Белоруссии. Автор деревянных скульптур религиозной тематики:
- Ангел Хранитель. Капелла Святой Анны в костёле Святых Иоаннов (Вильнюс).
- Святой Георгий. Капелла Святой Анны в костёле Святых Иоаннов (Вильнюс).
- Христос, несущий крест в костёле Святого архангела Рафаила (Вильнюс).
- Святой Яцек (Святой Гиацинт) в костёле Святых апостолов Иакова и Филиппа (Вильнюс).
- Богоматерь (Каунас).
- Мария Магдалена (Каунас).
- Распятие (Лынтупы, Белоруссия).